# Bão Lekima (2019)

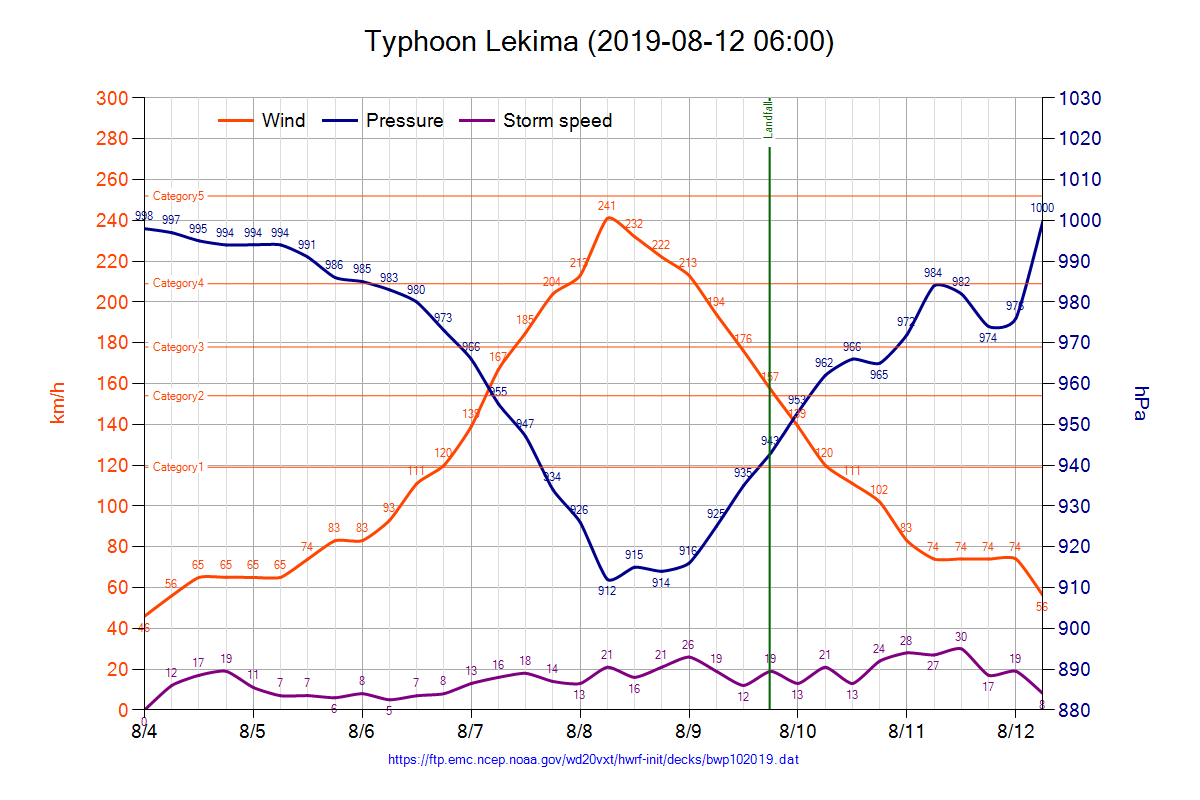

Bão Lekima, được biết đến ở Philippines với tên "Hanna" là một cơn bão nhiệt đới mạnh đã gây thiệt hại trên diện rộng ở Philippines, quần đảo Ryukyu, Đài Loan và Đông Trung Quốc. Hệ thống này bắt nguồn từ áp thấp nhiệt đới hình thành ở phía đông Philippines vào 30 tháng 7. Nó dần dần được làm mạnh lên, trở thành một cơn bão nhiệt đới và được đặt tên là Lekima vào ngày 4 tháng 8. Lekima tăng cường độ trong điều kiện môi trường thuận lợi và đạt đỉnh như một siêu bão tương đương loại 4. Tuy nhiên, một chu kỳ thay thế thành mắt đã khiến cơn bão suy yếu trước khi nó đổ bộ vào Chiết Giang vào cuối ngày 9 tháng 8, như một cơn bão cấp 2. Cơn bão đã gây ra thiệt hại ít nhất 3,47 tỷ USD và 80 người chết trên khắp Đông Trung Quốc và Philippines.

## Cấp bão
Cấp bão (Nhật Bản): 105kts - Bão cuồng phong; Áp Suất 925mbar (hPa).
Cấp bão (Hoa Kỳ): 130kts - Siêu bão cuồng phong cấp 4.
Cấp bão (Philippines): Bão cuồng phong.
Cấp bão (Hồng Kông - Trung Quốc): 185 km/h - Bão cuồng phong dữ dội.

## Lịch sử khí tượng
Vào ngày 2 tháng 8, Cơ quan Khí tượng Nhật Bản (JMA) bắt đầu theo dõi áp thấp nhiệt đới phát triển trên Biển Philippines. Hệ thống xoáy thuận chậm phát triển trong khi di chuyển về phía bắc. Trung tâm cảnh báo bão chung (JTWC) cũng đã theo dõi hệ thống và đưa ra định danh 10W sớm vào ngày 4 tháng 8. JMA đã nâng cấp hệ thống thành một cơn bão nhiệt đới và gán tên Lekima lúc 06:00 UTC ngày hôm đó. JTWC theo sau phù hợp vào cuối ngày hôm đó. Mặc dù Lekima bị ảnh hưởng bởi sức gió vừa phải, nước ấm 31 °C (88 °F) và kênh thoát ra tốt cho phép Lekima tăng cường từ từ và Lekima gần như đứng yên do không có dòng lái.
Vào ngày 6 tháng 8, Lekima lái theo một sườn cận nhiệt đới ở phía đông bắc và tăng tốc về phía tây bắc, và JMA đã nâng cấp Lekima thành một cơn bão nhiệt đới nghiêm trọng. Cuối ngày hôm đó, cả JMA và JTWC đã nâng cấp Lekima thành một cơn bão, sau khi hệ thống phát triển một khối u ám trung tâm dày đặc. Khi Lekima tiếp tục di chuyển về phía tây bắc, hệ thống di chuyển vào một khu vực có sức gió thấp và nó bắt đầu một quá trình tăng cường nhanh chóng vào ngày 7 tháng 8. Con mắt trở nên rõ ràng trên hình ảnh vệ tinh. Vào ngày 8 tháng 8, JTWC đã nâng cấp Lekima thành siêu bão và tuyên bố rằng hệ thống đã thu được một số đặc điểm xoáy thuận hình khuyên. Cuối ngày hôm đó, JMA tuyên bố rằng Lekima đạt được sức gió tối đa là 195 km/h (120 mph). Tại thời điểm đó, Lekima đi qua giữa Miyako-jima và Tarama-jima.
Ngay sau đó, Lekima bắt đầu một chu kỳ thay thế thành mắt. Bão đã phát triển một thành mắt đồng tâm, nhìn từ radar. Chu kỳ này cũng khiến chuyển động của Lekima hơi lệch về phía bắc, và JTWC đã hạ Lekima trở lại cơn bão vào cuối ngày 8 tháng 8  Điều kiện môi trường ở Biển Hoa Đông trở nên kém thuận lợi, khiến Lekima dần suy yếu trong khi tiếp cận Đông Trung Quốc. Lúc 1:45   là CST ngày 10 tháng 8 (17:45 UTC ngày 9 tháng 8), Lekima đổ bộ vào Wenling, Chiết Giang với sức gió kéo dài 2 phút là 185 km/h (115 mph). Lekima nhanh chóng suy yếu và quay về phía bắc, dọc theo phía tây của sườn núi cận nhiệt đới. Lekima đã giảm xuống dưới cường độ bão vào đầu ngày 10 tháng 8 và suy yếu hơn nữa sau một cơn bão nhiệt đới vào cuối ngày hôm đó. Lekima đi vào biển Hoàng Hải sớm vào ngày 11 tháng 8, và vào đất liền lần thứ hai tại Tây Hải Ngạn, Thanh Đảo, Sơn Đông lúc 8:50 PM CST (12:50 UTC), với sức gió duy trì trong 2 phút là 85 km/h (50 mph).

## Chuẩn bị và tác động

### Philippines

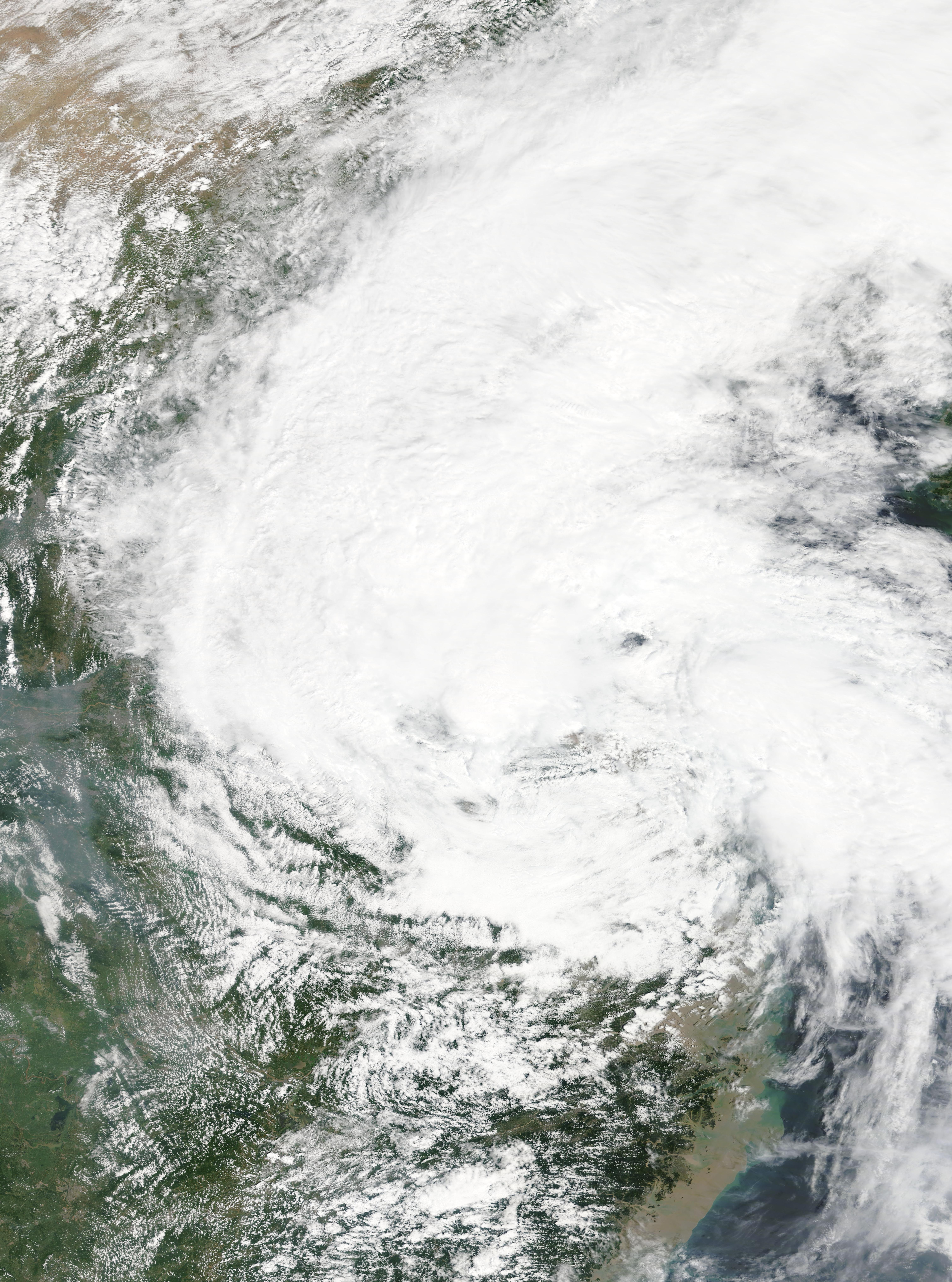
Bão Lekima trên đất liền Trung Quốc đại lục ngày 11 tháng 8 nằm 2019.

Khi Lekima di chuyển về phía tây bắc và tiếp cận khu vực phía bắc Philippines, PAGASA đã đưa ra cảnh báo PSWS # 1 cho Batanes và Quần đảo Babuyan vào cuối ngày 6 tháng 8. Những cảnh báo này đã được dỡ bỏ sau khi Lekima rời khỏi Khu vực Trách nhiệm của Philippines.

### Quần đảo Ryukyu
Khi Lekima tiếp cận quần đảo Ryukyu phía tây nam, Ishigaki-jima và Miyako-jima đã nhận được một cảnh báo bão. JMA kêu gọi người dân trên các đảo này cảnh giác với sóng lớn, mưa lớn và gió giật đột ngột. Gió giật ở Miyako-jima đạt 168 km/h (104 mph), trong khi gió giật ở sân bay Shimojishima và Iriomote-jima đạt 156 km/h (97 mph) và 125 km/h (78 mph) tương ứng. 6 người bị thương trong cơn bão, hàng ngàn gia đình đang bị mất điện. Hàng trăm chuyến bay và tàu đã bị hủy vào ngày 7 tháng 8, 9, chủ yếu ở Miyako-jima và Ishigaki-jima, ảnh hưởng đến hàng ngàn hành khách.

### Đài Loan

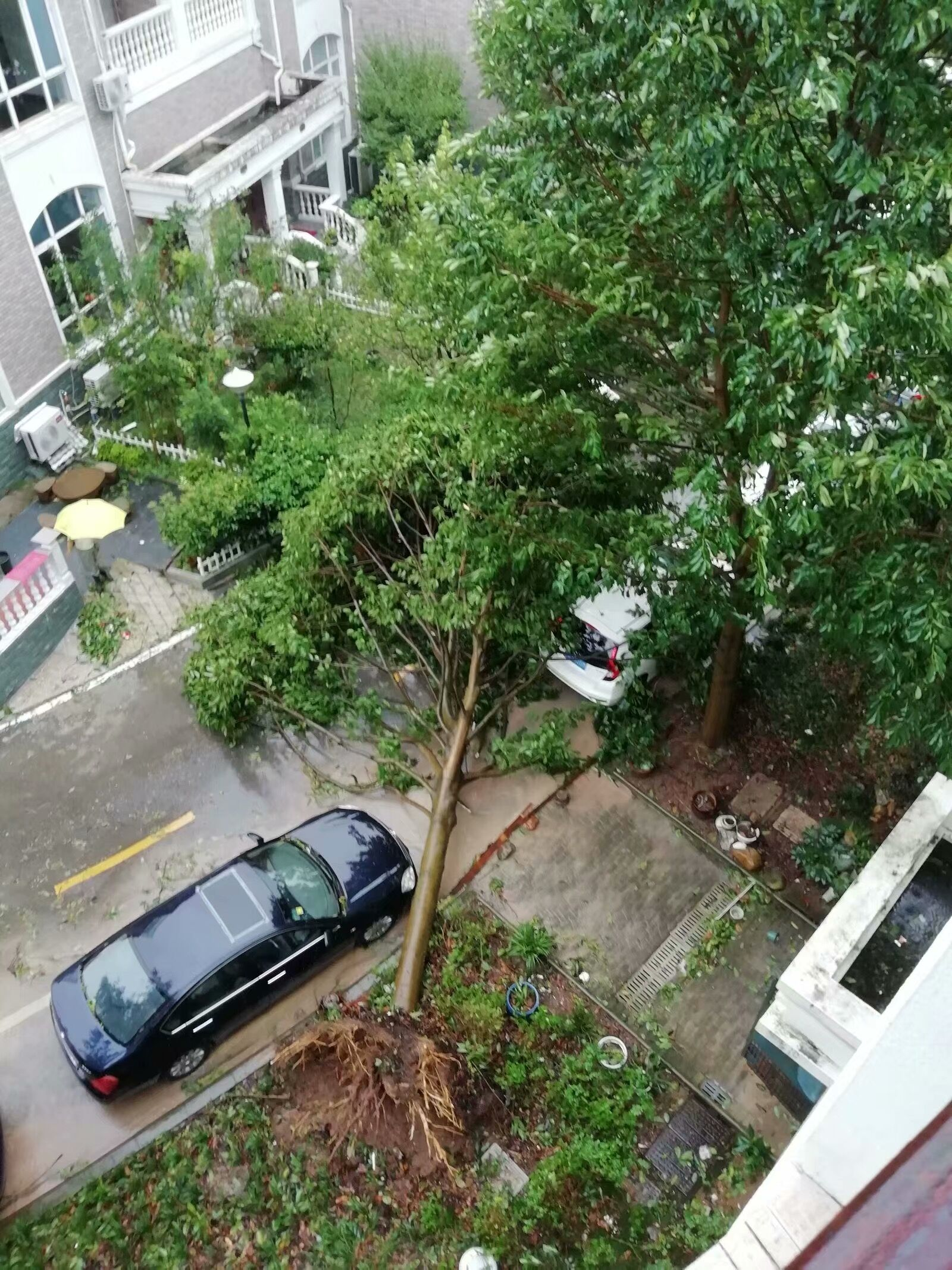
Bão Lekima làm bật gốc cây ở huyện Xianju

Cục thời tiết trung ương Đài Loan đã ban hành một cảnh báo lốc xoáy trên bộ và trên biển vào ngày 9 tháng 8. Cảnh báo sấm sét cũng được ban hành tại Đài Bắc và môi trường xung quanh. Người dân Đài Loan được yêu cầu lấy xuống các đồ vật treo cao và chậu cây. Các cuộc di tản cũng diễn ra và tổng cộng tới vài nghìn người ở Đài Loan. Thành phố Keelung, quận Yilan, thành phố Tân Bắc, thành phố Đài Bắc và huyện Hoa Liên đã được cảnh báo về gió và mưa mạnh. Ở Đài Loan, một số thiệt hại đã xảy ra đối với một số tòa nhà ở Đài Bắc. Khoảng 10.000 ngôi nhà bị mất điện. Vào thứ Sáu, ngày 9 tháng 8, bảy quận và thành phố phía bắc cũng như Quận Lienchiang (Quần đảo Matsu) đã cho nghỉ làm và cho nghỉ học.

### Trung Quốc
Lekima đã ảnh hưởng nghiêm trọng đến miền Đông Trung Quốc, khiến 45 người chết, 16 người mất tích và thiệt hại ít nhất 3,47 tỷ USD trên toàn khu vực. Theo cơ quan truyền thông nhà nước   Tân Hoa Xã, bộ phận kiểm soát lũ của Trung Quốc đã đưa ra cảnh báo đối với bảy tỉnh, bao gồm Phúc Kiến, Giang Tô và Thượng Hải, yêu cầu các quan chức địa phương chuẩn bị cho cơn bão và triển khai các dịch vụ khẩn cấp. Nhiều người dân đã lên các cửa sổ và cửa ra vào để tránh nước lũ có thể xâm nhập vào các khu vực này. Ở Trung Quốc, sông Yongan tràn vào nhiều thành phố làm hư hại nhiều công trình. Lũ lụt gây ra phần lớn các trường hợp tử vong ở Chiết Giang. Một lượng mưa lớn đã gây ra một trận lở đất khiến nhiều người thiệt mạng. Thiệt hại mái nhà xảy ra tại nhiều tòa nhà. Các tấm lợp đã trôi vào nước lũ ngay bên dưới các tòa nhà. Một hồ đập nước bị sụp đổ gây ra một lượng lớn nước lũ ở miền Đông Trung Quốc. Thành phố Wenling cũng trải qua thiệt hại.